# فلم جريمة

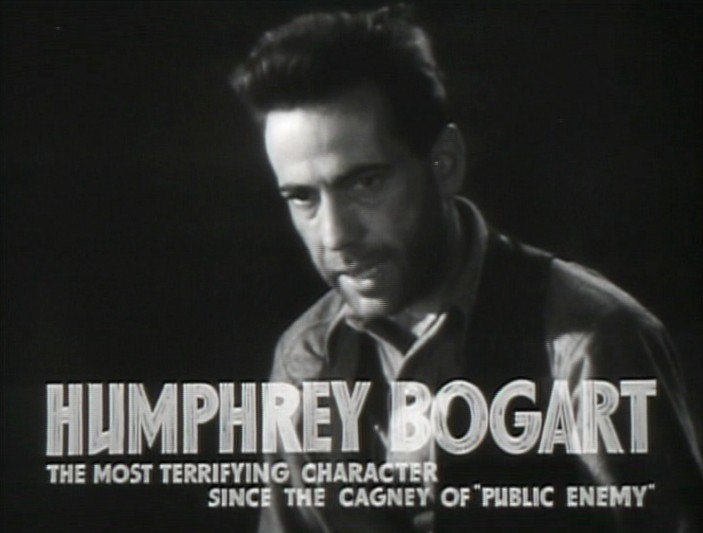

أفلام الجريمة هي الأفلام التي تركز على حياة المجرمين. المنهج الأسلوبي لفلم الجريمة يختلف من تصوير واقعي لشخصيات إجرامية من واقع الحياة مروراً بالأفعال الشريرة لمجرمين وهمين.
أفلام الجريمة لها أنواع فرعية كالآتي:
- كوميديا جريمة - مزيج من أفلام الجريمة والكوميديا. الفكاهة غالبا ما يأتي من عدم الكفاءة المجرمين أو كوميديا سوداء. مثال: ألم وربح.
- إثارة جريمة - إثارة وفيها الشخصيات الرئيسية متورطة في جريمة سواء متورطة في التحقيقات أو الجاني أو الضحية (عادة هذه مجرد إثارة).

## تأثير أفلام الجريمة على المجتمع
تعرف الكاتبة نيكول رافتر أستاذة القانون الجنائي في جامعة «نورث إيسترن» في ولاية ماساشوسيتس الأمريكية أفلام الجريمة بأنها «تلك التي تركز أساسا على الجريمة وعواقبها»، وهي تشكل مجموعة من الأنماط المختلفة، مثل أفلام اللصوص، المخبر السري، العصابات ورجال الشرطة، وغيرها.
تؤكد الباحثة رافتر في كتابها (لقطات وطلقات في المرآة.. أفلام الجريمة والمجتمع) أن أفلام الجريمة صنعت نوعين من الحجج في آنٍ واحد؛ فهي من جانب تنتقد بعض أوجه المجتمع، مثل قسوة الشرطة أو عنف السجون أو الحواجز القانونية أمام تحقيق العدالة، وهي عادة ما تقوم بتشجيع المشاهد على التوحد مع شخصية البطل الشرير «الطيب» الذي يتحدى النظام والسلطة.
وأشارت رافتر إلى أن أفلام الجريمة ترتبط على نحو واضح بالمعايير الاجتماعية والقيم والقواعد والممارسات اليومية، بالتالي تعكس كل ذلك على مجتمع في حالة حركة دائمة، كما توحي على نحو أكثر وضوحا من أي نمط فلمي آخر المواقف العميقة والمتميزة لثقافتنا تجاه الأخلاقيات والدولة، لكنها من جانب آخر تساعدنا على التوحد مع شخصية تستعيد القانون والنظام في النهاية، حتى ولو كان ذلك بعد عقاب البطل الشرير أو موته، أي أنها تتيح أنواعا متناقضة من الإشباع النفسي.
وترى الكاتبة أن صور العنف في السينما لا تؤدي إلى الجريمة، لكنها تقدم سردا متاحا حول الجريمة والنزعة الإجرامية، التي يدمجها المشاهدون في معتقداتهم حول الآليات التي تعمل في العالم، كما نشأت أفلام الجريمة مع بدايات هذا الفن في أوائل القرن العشرين، وفي كل مرحلة كانت هذه النوعية تصدم الجمهور، تربكه، تغضبه وترضيه أيضا، بتقديم نافذة تطل على المجتمع المعاصر، مع آليات عمل القانون والعدالة، وآخر التنويعات في مجال الخداع والقسوة.
وأضافت أن أفلام الجريمة تعطينا القصص والسرد للتفكير حول طبيعة الجريمة، أسبابها ونتائجها، والكثير منها يتضمن نظرية في الجريمة، لكن أغلبها يقوم بذلك بشكل انتهازي وليس من أجل الترويج لتفسير خاص. إنها في النهاية تشكل جسرا يحتشد بالزحام في الاتجاهين بين «العالم الحقيقي» و«العالم الخيالي»، أو بين التجربة الاجتماعية وتفسيرها.
وأكدت دراسة قام بها باحثون أنه لا توجد علاقة بين أفلام الحركة العنيفة في المزيد من العنف بين المراهقين، وأنه لا يوجد ارتباط بين الجريمة المتزايدة والأعمال التي تظهر على الشاشة.
ويقول أستاذ علم النفس كريستوفر فيرغسون في جامعة ستيتسون في ديلاند بولاية فلوريدا، الذي أجرى البحث الجديد، إن تهديد الصحة العامة للأفلام العنيفة قد يكون “صعب التبرير”.
وقال إن بعض الآباء يمكن أن يصبحوا غير متحمسين للعنف في الأفلام المصنفة من قبل PG-13، وإذا كان الأمر كذلك، سيكونون أكثر ميلاً إلى جعل أطفالهم يشاهدون مثل هذه الأفلام، لا سيما عندما يبدو أن العنف المسلح مبرر.
«إن القلق من أن العنف في الأفلام يسبب أعمال عنف مروعة هو بالتأكيد ليس جديدًا، فعلى سبيل المثال، جادل خبراء الإعلام سابقاً بأن تصوير العنف في السينما يشجع على القتل المقلد، حتى أن الارتفاع الواضح في إطلاق النار في المدارس يتزامن مع تزايد عدد الأفلام العنيفة». وادعى العلماء أن 10 في المائة من العنف في المجتمع يمكن أن يعزى إلى تأثير وسائل الإعلام العنيفة، وقال البروفيسور فيرغوسون “ربما ليس من المستغرب أن السياسيين ووسائل الإعلام والأشخاص العاديين غالبًا ما يدركون هذه التصريحات ويفترض أن الباحثين قد وجدوا بالفعل صلة بين الأفلام العنيفة وأعمال العنف المروعة”، مضيفًا أن الأدلة تشير إلى أن المحتوى الأكثر عنفًا قد يزيد في أفلام PG-13 و PG بمرور الوقت، ويرجع ذلك إلى حقيقة أن الأفلام المصنفة من فئة PG-13 يمكن اعتبارها مثيرة للاهتمام بشكل خاص كترفيه عملي المنحى، ولكن بدون المظهر الرسومي الذي قد يعتبره الآباء غير مناسب للأطفال الأصغر سنًا.
وقد افترض الباحثون أن السنوات التي كانت فيها الأفلام أكثر عنفاً ستظهر أيضاً معدلات أعلى للجرائم العنيفة، وأن ارتفاع العنف المسلح المصوَّر في أفلام PG-13 سيقترن بالتغييرات في جرائم القتل المرتبطة بالأسلحة.
وفحصوا أي صلة بين ارتفاع العنف واستخدام الأسلحة في الأفلام ذات التصنيف PG-13 مع مستويات القتل ذات الصلة بالأسلحة والقتل والاعتداء المشدد في المجتمع الأمريكي.
وقد نظرت الدراسة، التي نشرت في مجلة Psychiatric Quarterly، في بيانات عن الأفلام المصنفة من قبل PG-13 والتي جمعها باحثون آخرون خلال الأبحاث السابقة ومعدلات الجريمة من مكتب التحقيقات الفيدرالي FBI ومنظمات أخرى من عام 1985 إلى عام 2015.
وقال البروفيسور فيرغسون: «إن تحليلنا للبيانات المتعلقة بجرائم العنف وتصوير العنف في أفلام PG-13 لم يُظهر أي دليل على وجود مشكلة صحية عامة».
وبالتالي، فإن الحجة القائلة بأن الآباء يجب أن يقللوا من التعرض للأفلام العنيفة هي طريقة بسيطة للحد من التعرض لعوامل الخطر للجريمة، والتي يمكن أن تسبب ضررًا أكثر من نفعها.
واقترح المؤلفون أن يواصل صانعي السياسة التركيز على القضايا التي ثبت أنها تؤثر على الجريمة، مثل البيئة الأسرية، والصحة العقلية، والفقر، والتعليم.